# 루스 허시
루스 허시(Ruth Hussey, 1911년 10월 30일 ~ 2005년 4월 19일)는 미국의 배우, 연극 배우, 영화배우, 텔레비전 배우이다.

## 영화
- 팩츠 오브 라이프 (1960년)
- 클라이막스! (1954년)
- 스타 앤 스트립 포에버 (1952년)
- 댓츠 마이 보이 (1951년)
- 루이사 (1950년) - 멕 노턴 역
- 미스터 뮤직 (1950년)
- 언인바이티드 (1944년) - 파멜라 피츠제럴드 역
- H.M. 풀햄, Esq. (1941년)
- 노스웨스트 패시지 (1940년)
- 수잔과 신 (1940년)
- 필라델피아 스토리 (1940년)
- 여자들 (1939년)
- 호놀룰루 (1939년)
- 어나더 씬 맨 (1939년)
- 마리 앙투아네트 (1938년)